# 罌粟稈

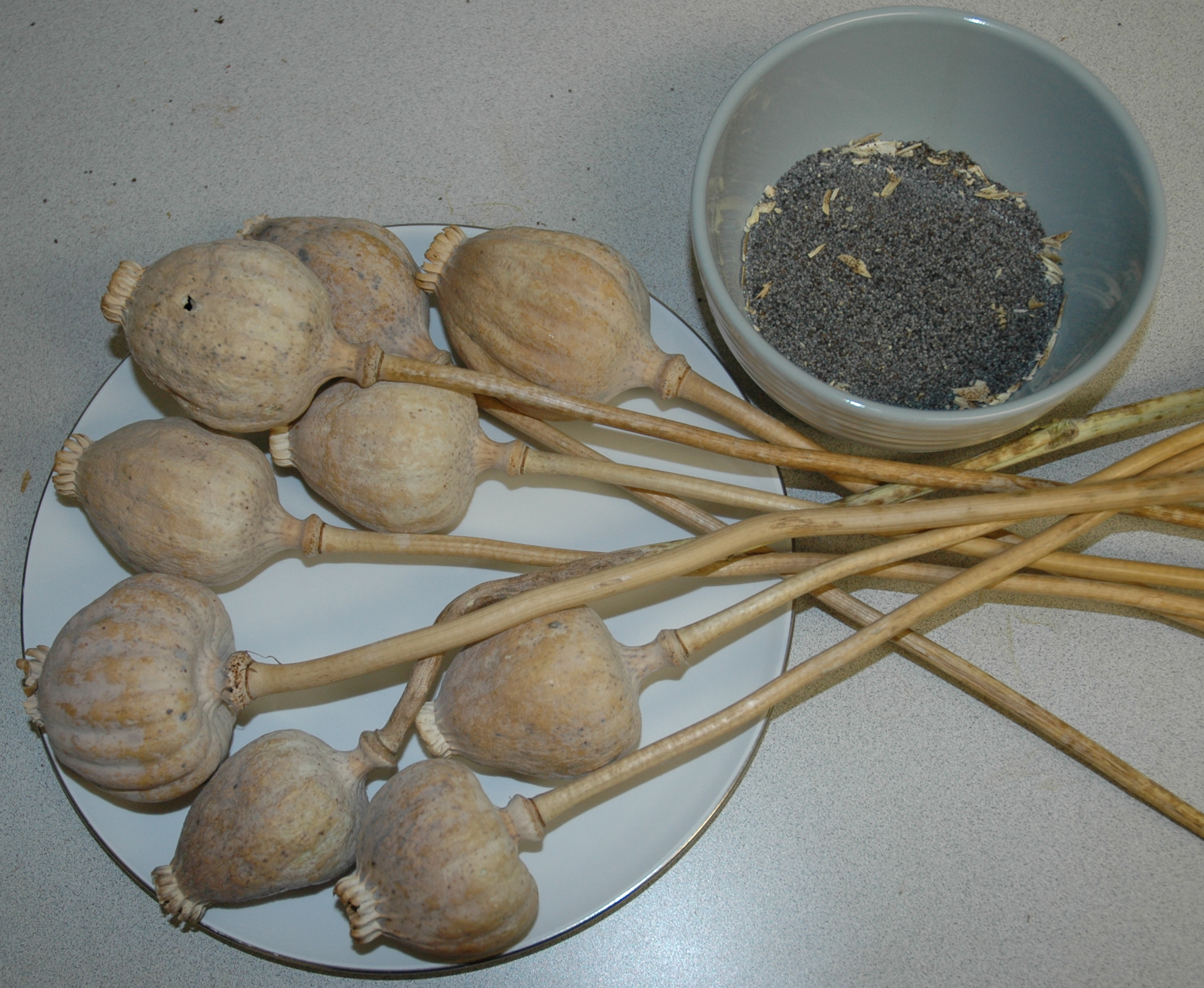
左方為罌粟殼，右方為罌粟籽

罌粟稈（英語：Poppy straw，又譯罌粟草），又稱鴉片草（opium straw），其蒴果部份，稱為罌粟殼（poppy capsule，poppy pod）、罌粟莢、御米殼、罌粟糠（poppy chaff）、罌粟頭（poppy head），為罌粟整株收穫之後，去除罌粟籽，將其餘部份曬乾後的產物。罂粟壳含有吗啡及其他阿片类成分，故滥用可能导致成瘾。其作为中藥可以用於止咳、镇痛、止瀉利、止滑精；也可以作為草藥，拿來製作罌粟茶。中國盛傳不肖餐飲業者將罌粟殼加入食物中，讓顧客吃上癮，也有专家指出可能是误把草果当做罂粟壳。
在1930年代之前，罌粟的秸稈部份在多數時候被視為是無用的，農民主要以收獲罌粟籽為主。在1930年後，發展出以化學方式從罌粟稈中提煉出嗎啡和蒂巴因等生物碱（传统的鸦片是从叶和茎提取）。罌粟稈中的蒴果部份，很快成為重要的嗎啡原料。1961年的麻醉品单一公约中，將罌粟稈納入管制項目。